# ダニヤル・アフメトフ

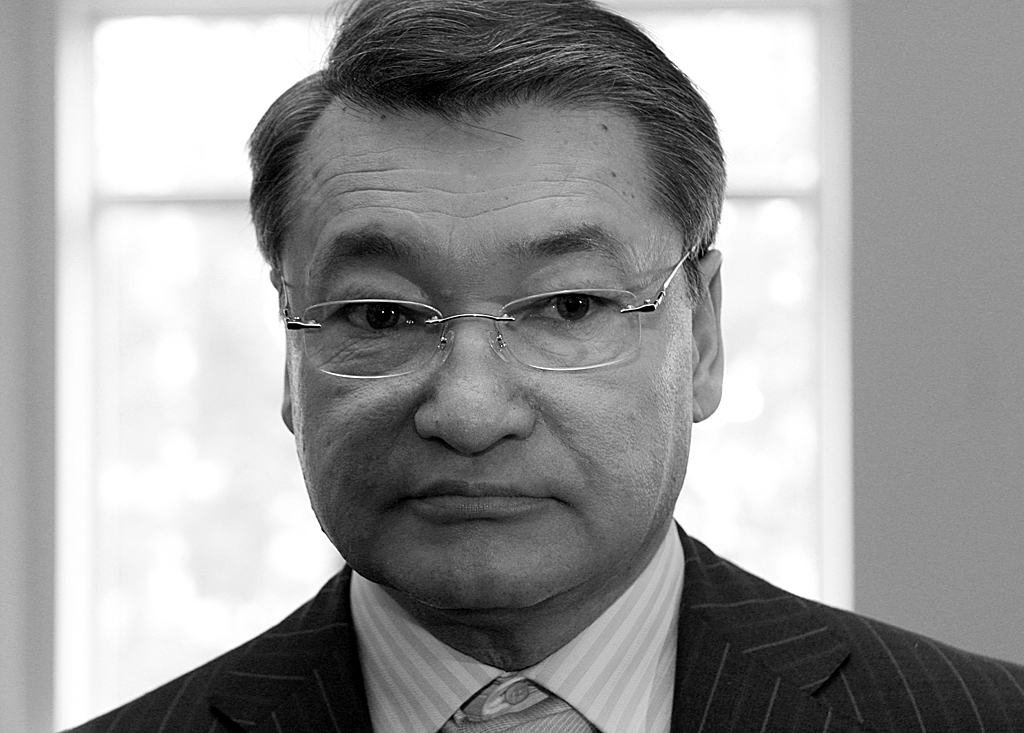
ダニヤル・アフメトフ

ダニヤル・アフメトフ（カザフ語: Дaниал Кенжетaйұлы Ахметов、1954年6月15日 - ）は、カザフスタンの政治家。元首相、国防相。

## 経歴
1976年、パヴロダール産業大学を卒業し、パヴロダール州とエキバストゥズ市の建設企業で働いた。
- 1992年、エキバストゥズ市長。
- 1993年1月、パヴロダール州知事。
- 1997年12月、北カザフスタン州知事。
- 1999年10月、副首相として、産業、エネルギー、農業、輸送及び交通、移民及び人口政策を監督した。
- 2000年12月、第一副首相。
- 2001年11月、パヴロダール州知事。
- 2003年6月、首相。
- 2007年1月、内閣総辞職
- 2006年5月、スペインのプロサイクリングチーム「リバティー・セグロス」がチーム存続の危機に瀕していた。同チームにアレクサンドル・ヴィノクロフなど有力なカザフスタン選手が所属しており、アフメトフ自身がカザフスタン自転車競技連盟総裁を務めていたことから国内の有力企業を募り、政府としてチームスポンサーを引継ぎ、アスタナ・チーム（発足当時はアスタナ・ウルト）を発足させた。
- 2007年1月、ヌルスルタン・ナザルバエフ大統領により首相を解任され、国防相に就任。
- 2009年6月17日、国防相を解任。
- 2014年11月、東カザフスタン州知事[1][2]

## パーソナル
パヴロダール市出身。妻帯、1男1女を有する。
二等及び三等「バルイス」勲章、「名誉記章」勲章を受章。建築技師、経済科学準博士。カザフスタン共和国サイクリング連盟総裁。カザフスタン共和国保健優秀者。